# Windmühlenstumpf (Wüsten)

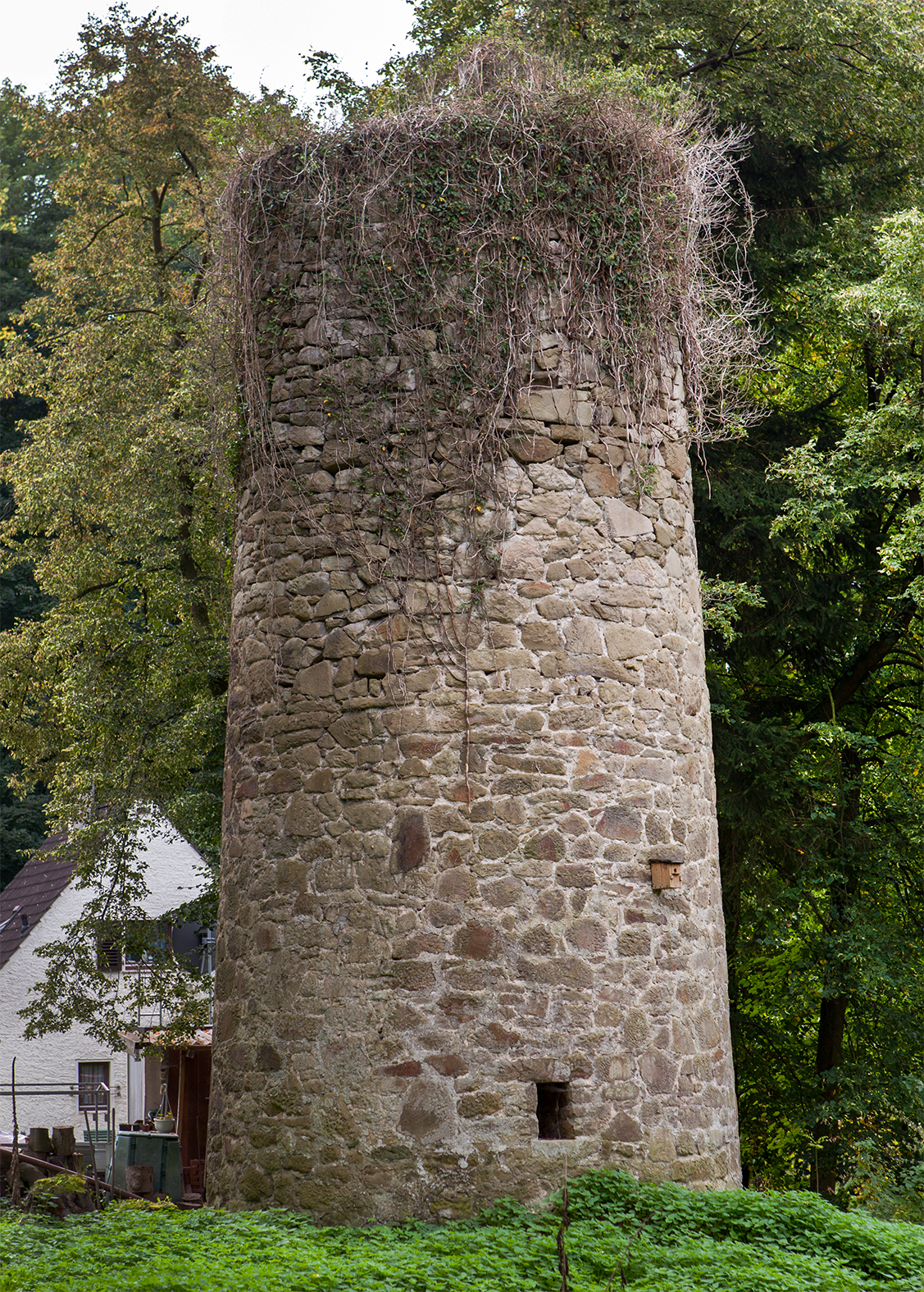
Windmühlenstumpf

Der Windmühlenstumpf ist ein mit der Nummer 185 in die Denkmalliste der Stadt Bad Salzuflen im nordrhein-westfälischen Kreis Lippe in Deutschland eingetragenes Baudenkmal.
Die Eintragung erfolgte am 29. Juli 1998; Grundlage für die Aufnahme in die Denkmalliste ist das Denkmalschutzgesetz Nordrhein-Westfalens (DSchG NRW).

## Lage
Der zylindrisch aufgehende, in Bruchstein errichtete Windmühlenstumpf steht in der zum Bad Salzufler Ortsteil Wüsten gehörenden „Waldemeine“, rund einen Kilometer südlich der Wüstener Ortsmitte.
Mit der Eingemeindung Wüstens nach Bad Salzuflen und der Vergabe von Straßennamen bekam das Grundstück „Unterwüsten Nr. 62“ die neue Anschrift „Auf der Heide 79“.
Zur Südseite hin hat der Windmühlenstumpf einen Zugang, heute eine einfache Blechtür unter einem waagerechten Sturz und einem darüber angebrachten, hochrechteckigen Fenster.

## Geschichte
Johan Henrich Jungeblut ließ 1738 für 370 Reichstaler in der Waldemeine die Wassermühle „Neue Mühle“ errichten. Sie erhielt Ende 1866 als Ergänzung eine Windmühle, so dass die Mühle bei Niedrigwasser neben dem Wasser zusätzlich durch Wind angetrieben werden konnte. Diese Kombination nennt man auch Windwassermühle. Sie kommt in Deutschland selten vor.
Dies war eine im Fürstentum Lippe bereits erprobte Technik: sowohl die Öl- und Sägemühle Schröder in Hohenhausen als auch die Getreidemühle Stock in Matorf waren so ausgerüstet. Mittels einer auf einen steinernen Turm gesetzten, drehbaren Windmühlenhaube konnte man die Windmühlenflügel in den Wind stellen. Eine Welle übertrug die Energie in die Wassermühle, wo die beiden Mahlgänge dann angekoppelt werden konnten.
Von der Konstruktion her handelte es sich bei dieser Windmühle um einen sogenannten Erdholländer. Dies bedeutet, der Zugang war ebenerdig und die Besegelung des Flügelkreuzes sowie die Bedienung des Steerts erfolgten vom Boden aus. Es gab also keine Galerie.
Später wurde die Windmühle wegen ungünstiger Windverhältnisse aufgegeben und 1978 abgerissen. Heute ist von der Mühle nur noch der steinerne Turm erhalten; die drehbare, hölzerne Kappe mit dem Flügelkreuz fehlt.

## Baudenkmal
Der Windmühlenstumpf ist nach Auffassung des Westfälischen Amts für Denkmalpflege (WAfD) ein Baudenkmal im Sinne des § 21 des Denkmalschutzgesetzes (DSchG), an dessen Erhaltung und Nutzung ein öffentliches Interesse besteht. Das begründet sich damit, dass diese ehemalige Windmühle bedeutend war für die Gemarkungen Wüsten und Waldemeine. Hier sicherte sie in wasserarmen Zeiten die Möglichkeit, Getreide zu verarbeiten.
Für die Erhaltung und Nutzung liegen wissenschaftliche Gründe vor. Dies deshalb, weil dieser Windmühlenstumpf auch in seiner heute reduzierten Form einen herausragenden Dokumentarwert für die westfälische Windmühlentopographie hat, da nur noch fünf weitere Standorte in Westfalen-Lippe Bestand haben. Darüber hinaus ist an diesem Standort das Nebeneinander von Wind- und Wassermühle eines Eigentümers belegbar. Dies ist in dieser Konstellation einmalig in Westfalen-Lippe.
Heutiger Eigentümer des Windmühlenstumpfes sind die Stadtwerke Bad Salzuflen.